# Isoglosse

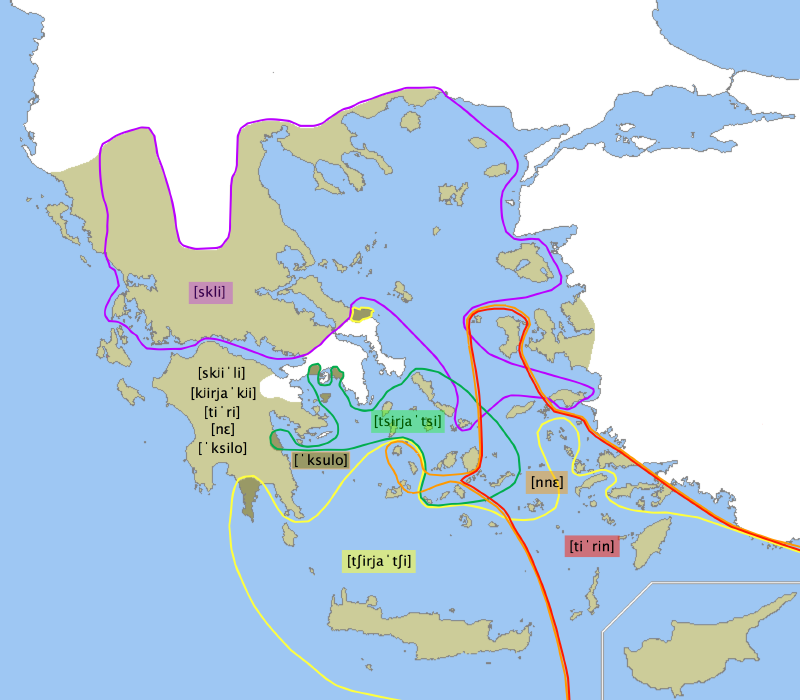
Isoglossenkaart (Griekenland)

Een isoglosse of isofoon is een klein, systematisch taalverschil tussen dialecten dat als een grens door een taalgebied loopt. Meestal gaat het om een uitspraakverschil van een bepaalde klank, soms beperkt tot bepaalde posities of bepaalde soorten woorden. Dialecten worden meestal ingedeeld op grond van isoglossen: als dialectgrens wordt zo mogelijk een isoglossenbundel genomen, een paar isoglossen die op dezelfde plaats of zeer dicht bij elkaar lopen, en als dat niet goed mogelijk is (doordat ter plekke dialecten heel geleidelijk in elkaar overgaan of isoglossen kriskras door elkaar lopen) wordt vaak toch een bepaalde isoglosse als grens gekozen.
Een geleidelijke overgang is eerder regel dan uitzondering; isoglossen lopen meestal alleen dicht in bundels bij elkaar bij natuurlijke of langdurige politieke grenzen. Vaker zijn grenzen vloeiend: er is een gebied waar veel isoglossen lopen, maar niet precies op dezelfde plaats; in zo'n gebied spreekt men een overgangsdialect.

## Voorbeelden
Enkele belangrijke isoglossen binnen het Nederlandse taalgebied:
- de [skön/skwon]-isoglosse scheidt de dialecten van de Friese Zuidwesthoek van die van de Klei en de Wouden;
- de isoglossenbundel die de Brabantse en de Zeeuwse dialecten van elkaar scheidt is een van de scherpste in het Nederlandse taalgebied, in die zin dat het niet over enkele klanken gaat;
- de patat-frietgrens.

De Benrather linie is de grens van het verschijnsel dat na een lange klinker geen k maar ch wordt gezegd, bv. machen in plaats van maken. Deze isoglosse, die onderdeel is van een bundel, wordt meestal als grens genomen van de Hoogduitse klankverschuiving, een hele reeks van dergelijke uitspraakveranderingen. Ze onderscheidt onder andere het Nederduits van andere Duitse dialecten, en vormt in Nederlands Limburg de scheidslijn tussen het "echte" Limburgs in het zuiden en de Brabants-Limburgse overgangsdialecten.